# Acoustique des bâtiments anciens
 (mars 2025).
Tout au long de l’histoire de l'architecture apparaissent des bâtiments contenant certains phénomènes acoustiques particuliers ou remarquables, souvent étonnants et parfois même spectaculaires. Diverses configurations ou techniques sont à l’origine de ces phénomènes.
Les édifices dans lesquels se rencontrent ces phénomènes peuvent être des réalisations résultant d’un intérêt local et momentané pour certaines préoccupations auditives. Ils peuvent aussi permettre de retracer une préoccupation acoustique constante s’étendant sur une très vaste période. Enfin, les effets rencontrés peuvent n'être que fortuits et résulter du hasard.

Certaines idées et pratiques acoustiques s’étendent dans l’espace et dans le temps, se perdant, avant de réapparaitre après un long intervalle. C’est le cas par exemple des résonateurs, employés par les Grecs et les Romains dans leurs théâtres, et mille ans plus tard, retrouvés dans toute l’Europe – principalement dans les églises romanes, depuis la Scandinavie jusqu’en Yougoslavie, de la Bretagne jusqu’à Moscou. 
Certains phénomènes sont le résultat inhérent à la construction et à la forme géométrique du bâtiment qui les contient. C’est l’exemple des galeries des murmures qui, selon l’acousticien américain Leo Beranek (en), ont toutes été conçues sans volonté acoustique particulière. Autre cas résultant apparemment de la construction seule : la propagation des ondes sous une voûte elliptique. Elle permet à une personne de converser à distance et en secret en chuchotant avec une autre personne placée à proximité du foyer opposé. On relèvera encore certains bâtiments contenant des effets d’échos multiples et pas mal d’autres renfermant une réverbération assez importante.

## Vases acoustiques

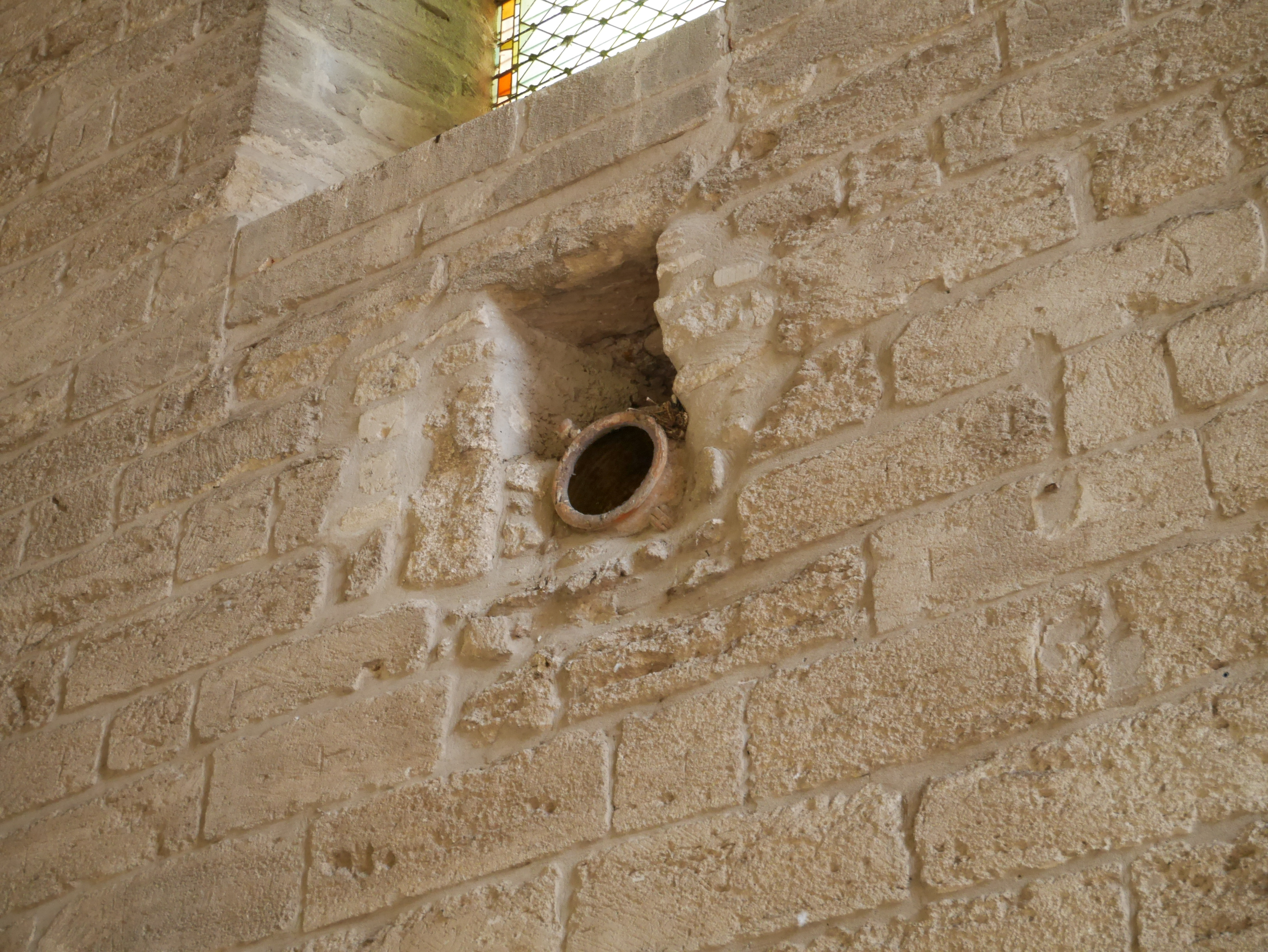
Amphore de résonance scellée dans le mur de l'église de la Chartreuse Notre-Dame-du-Val-de-Bénédiction, à Villeneuve-lès-Avignon.

Les vases acoustiques désignent un ou plusieurs vases que les constructeurs ont inséré dans la maçonnerie afin de donner à l’espace considéré un certain rendu sonore propre, une qualité acoustique désirée. Présents dans les murs ou dans les voûtes des églises médiévales, ils se trouvent aussi en sous-sol pour constituer un caveau phonocamptique (sous le chœur).

## Galeries des murmures
À travers un autre cas fréquemment rencontré, les galeries des murmures, se pose la question : est-ce un effet du hasard ou une volonté de la part des constructeurs ? La réponse semble plus simple, en ce sens que peu d’exemples existent et que leur utilité acoustique se comprend mal. En effet, la propagation d’ondes perpendiculaires à une paroi courbe ne peut se rencontrer que dans un édifice ayant un mur circulaire et lisse : tambour à la base d’une coupole, par exemple. C’est précisément ce qu’on peut observer sous les dômes de Saint-Pierre à Rome, à Saint-Paul à Londres, à l'abbaye de La Chaise-Dieu où des personnes, la tête plaquée contre le mur concave, se parlent à voix basse, à 35 m de distance.

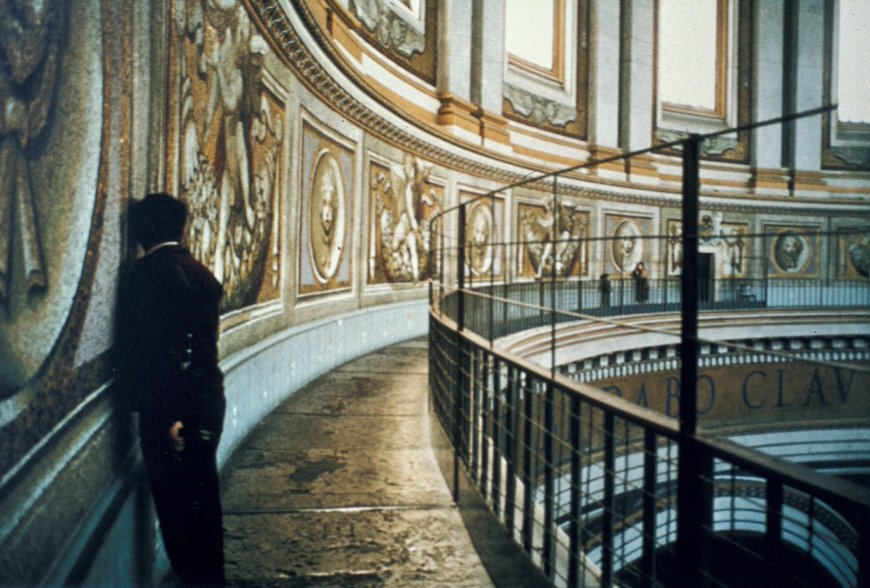
Galerie des murmures, Saint-Paul, Londres

Le long de ces parois, le son se propage étonnement bien, et les personnes réalisant cette expérience entendent clairement leur interlocuteur placé à l’opposé, ce qui est d’autant plus étonnant que s’ils essayent de se parler directement à travers la coupole, la dispersion des ondes sonores rend leurs paroles inaudibles.
Jearl Walker, dans un texte consacré aux voûtes à échos, écrit que, contrairement à la propagation naturelle d’un son, dont l’intensité diminue comme l’inverse du carré de la distance : « Dans le modèle des réflexions multiples (contre la paroi) de la cathédrale Saint-Paul, l’intensité ne décroît que selon l’inverse de la distance. Cela signifie que le son qui voyage le long du mur de la galerie reste plus fort que celui transmis directement à travers la coupole ».
À l’extérieur, on retrouve ce même phénomène le long de murs circulaires de certains jardins : jardins de Kingston, ou encore la colonnade semi-circulaire du monument à Alphonso XII dans le Parc del Buen Retiro à Madrid par exemple ; dans les exèdres qui sont des bancs circulaires appuyés le long d’un mur courbe : ceux du parc de Sanssouci à Potsdam ; ou dans des fortifications (enceinte de la ville d’Urbino, au bas du Palais ducal) ; et aussi dans quelques théâtres antiques, où deux personnes placées à l’extrémité d’un même gradin, communiquent, la tête face au dièdre formé par le siège horizontal et le dossier vertical du gradin. Au théâtre antique d’Orange, on se chuchote ainsi à plus de 80 m l’un de l’autre. Bien que l’effet soit chaque fois frappant, c’est bien un choix géométrique et non acoustique qui a présidé dans l’élaboration du plan de tous ceux-ci.

## Voûtes elliptiques
Dans les espaces où le croisement de deux voûtes en plein cintre engendre une ellipse sur les diagonales, les sons émis près d’un foyer se concentrent d’eux-mêmes au foyer opposé, sans intervention humaine aucune ; tout ceci résulte également de la construction, le phénomène acoustique étant inhérent à la géométrie même de l’espace et aux dièdres convexes formés par la rencontre des deux voûtes. Comme dans le cas précédent, nous nous trouvons avec l’exemple de la transmission d’un son très faible (un chuchotement) sur une distance qu’il n’aurait pas pu franchir sans l’aide de la forme du bâtiment. C’est ce qu’on peut observer dans « La salle dite de l’écho » au musée des Arts et Métiers de Paris, par exemple. Les diagonales ont 16,25 m et le relevé de la voûte se superpose exactement au modèle mathématique (tracé de l’ellipse). Des exemples plus anciens comme la Salle de los secretos à L'Alhambra de Grenade, ne relèvent apparemment pas d’une préoccupation acoustique de la part des constructeurs mais plutôt d’une coutume acoustique vivante, vécue, qui est venue s’appliquer sur l’architecture après coup ; on a probablement vite remarqué que, placée chacune au bon endroit, deux personnes pouvaient communiquer en chuchotant sans être entendues par quiconque se trouvant placé entre elles.

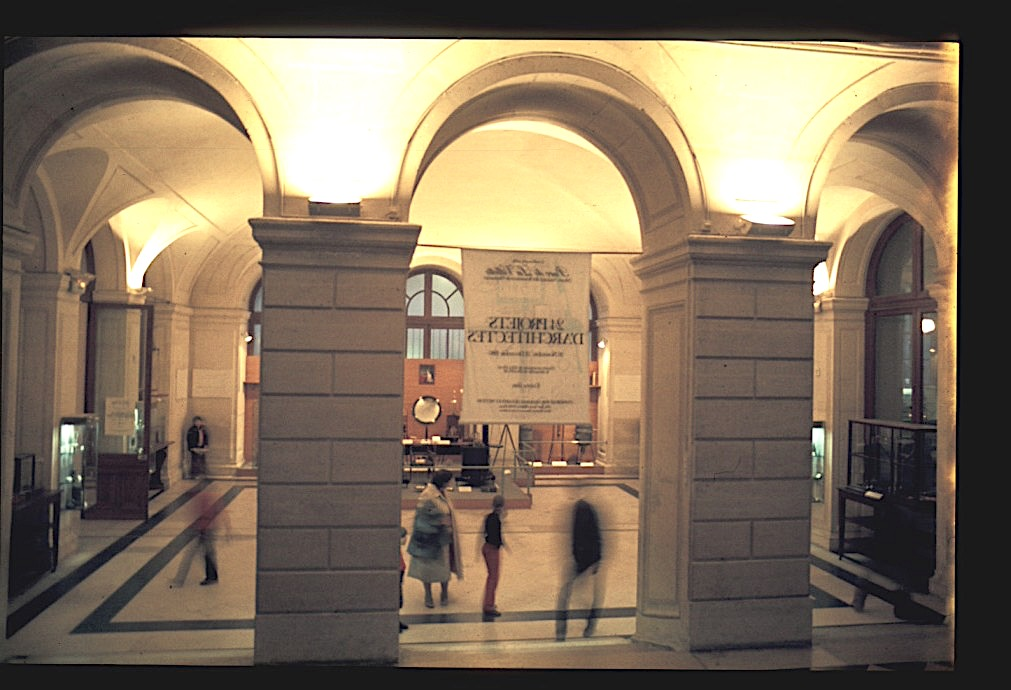
salle dite de l'écho, musée des Arts et Métiers, Paris

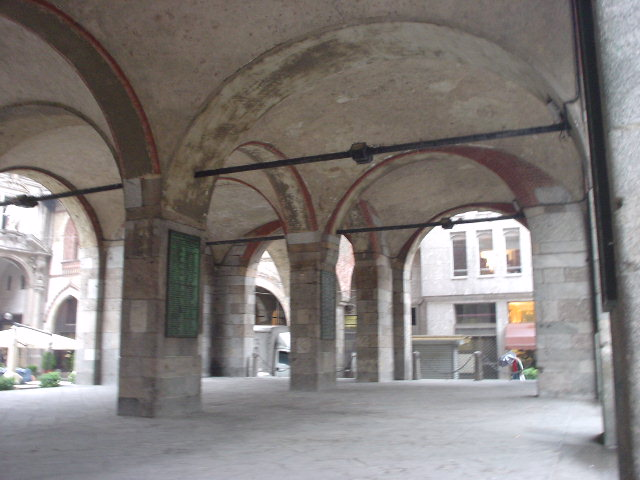
Loggia dei Mercanti, Milan

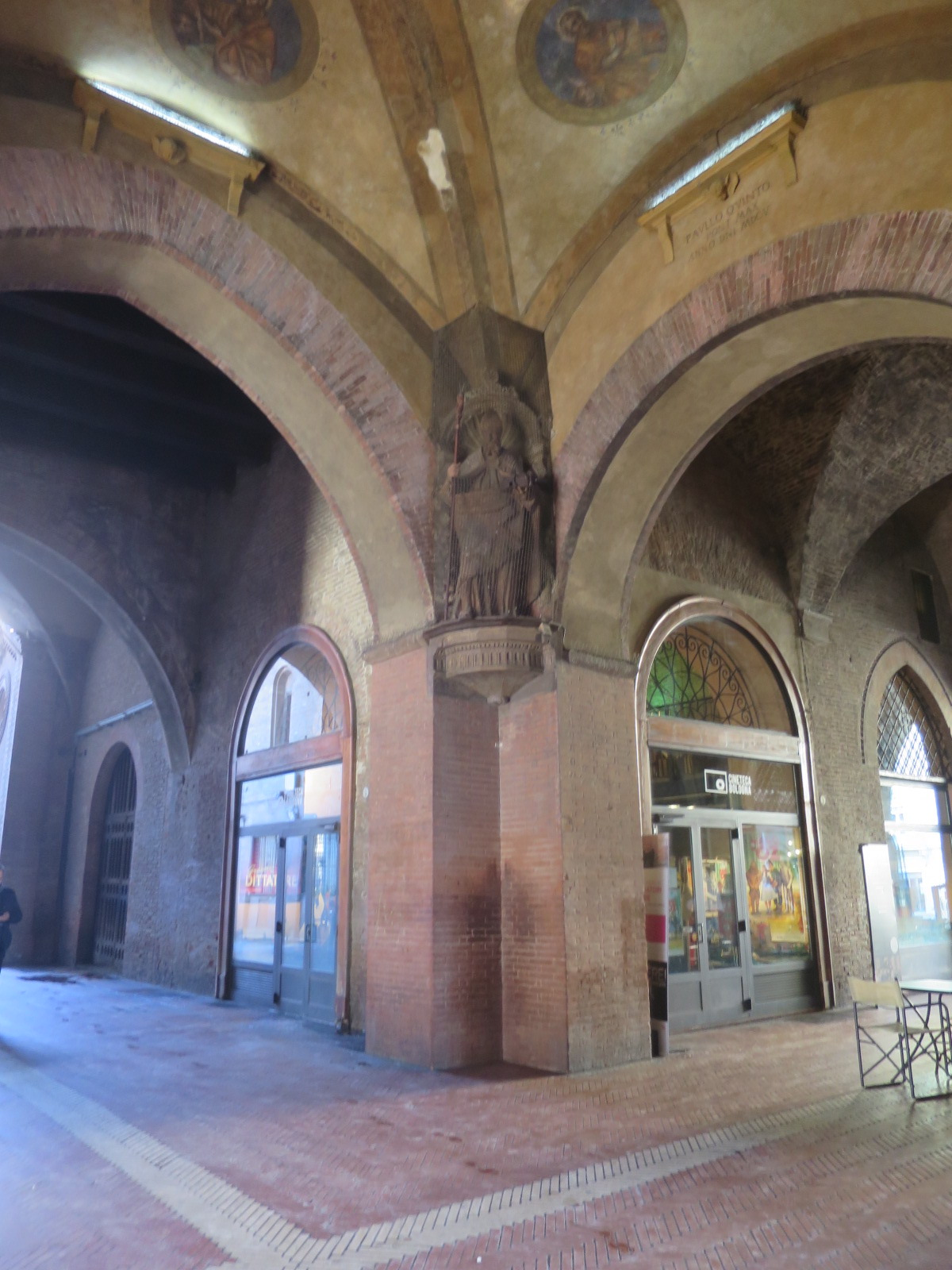
Passaggio Re Enzo, Bologne

La tentation est grande de penser que la construction, par la suite, de certains espaces ayant cette forme particulière de géométrie au plafond, aurait été intentionnelle. Ainsi, la plupart des exemples observés – Loggia dei Mercanti à Milan, Passagio Lei Enzo à Bologne, Salla dei Giaganti du Palazzo del Te à Mantoue, salle dans le château de Caprarolle (Palais Farnèse) – se situent en Italie et ont été construits à la Renaissance. En France, la salle des caryatides du Louvre est à rapprocher des exemples italiens. 
Par contre, la finalité acoustique n’est plus évidente en ce qui concerne la salle hexagonale de l’Observatoire de Paris. De même, en Haute-Loire, dans une chapelle de La Chaise-Dieu, à l’endroit comportant ce phénomène, il est dit qu'on y confessait les lépreux à distance et toujours en secret, alors que la salle de l'Echo de l'abbaye de La Chaise-Dieu n'a jamais été construite pour confesser qui que ce soit. Il s'agit d'un ancien salon construit en 1683, époque où il n'y avait plus de lépreux en France. Ce salon, à l'intérieur de la clôture, était réservé aux moines. Selon E.J. Haslinghuis citant le cas du château de Wursburg en Allemagne, les bâtisseurs se servaient de cette particularité pour vérifier la bonne exécution des voûtes elliptiques et l’exactitude de leur tracé en les testant acoustiquement, par chuchotement d’un foyer à l’autre. 
Dans certaines prisons, les détenus communiquaient par ce moyen entre eux ou avec l’extérieur. Cependant, la question reste posée de savoir comment à Rome, dans la basilique Saint-Jean de Latran, sur les douze bas-côtés de couvertures apparemment identiques, on a découvert le seul qui contienne cette caractéristique acoustique.
On peut encore ajouter à ces lieux cités, les suivants :
- Église de Cublize, près de Roanne ;
- La cathédrale d’Agrigente en Sicile ; celle de Glouchester ;
- les salles des chapitres des cathédrales de Séville et St-Jacques de Compostelle ;
- la salle du Trésor de la cathédrale de Narbonne ;
- la Rocca Sant'Angelo (it) près de Pérouse ;
- le cabinet de travail dans la Maison Chinoise, pavillon du château royal de Drottningholm, près de Stockholm ;
- le palais de Jacques Cœur à Bourges, etc.

En réalité, ce phénomène acoustique avait déjà été « démontré » et expliqué depuis bien longtemps par le jésuite allemand Athanasius Kircher dans son Musurgia universalis, publié en 1650, ainsi décrit (p. 300 : Fabricas ellipticas fonos mirificè intendentes configuere).
Un peu plus tard, Antoine Furetiere, dans son Dictionnaire universel, publié en 1690, définit le terme écho comme ceci : « en termes d’Architecture, ce dit de certaines figures de voute qui font d’ordinaire elliptiques,ou paraboliques, qui redoublent les sons des échos artificiels.» En 1740, Trévoux, dans son Dictionnaire Français et Latin reprend la même définition et ajoute le terme échométrie qu’il définit ainsi : « Science, Art de faire des échos ; de faire des bâtiments dont la disposition, et fur tout celle des voûtes forme des échos.» Ce terme d’Echométrie a été repris par la majorité des dictionnaires jusqu’au xxe siècle. Dans une édition plus tardive de 1771, Trévoux donne une autre indication : les Cabinets secrets, «en physique, sont des cabinets dont la construction est telle, que la voix de celui qui parle à un bout de la voute, est entendue à l’autre bout. »

## Écho
Les phénomènes d’échos proprement dit (réflexions franches contre une paroi), sont inhérents à la géométrie même du bâtiment. Les phénomènes d’échos peuvent se présenter beaucoup plus souvent qu’on ne le pense : lorsqu’on sait que par le passé, chaque ville de quelque importance était entourée de remparts, une personne placée à distance appropriée et face à ces murs recevait sa voix en retour. De même, entre les piles suffisamment espacées d’un pont ou contre les berges de certaines rivières. Les voiles des navires anciens auraient aussi formé écho. 
«Les lieux contribuent beaucoup à la connaissance de ce que nous cherchons, comme pourraient être les voûtes de plâtre, les cabinets qui font au bout des jardins, aux berceaux, aux églises retentissantes, aux arcades des grands ponts qui font sur les rivières, aux cause des maisons, & aux niches & murailles recrépies; les bois remplis de broussailles, les chaumières, les jardins & les palissades, les îles remplies de saules, les prés, & les ruts des marais. L’ingénieux Architecte mène & place l’Echo dans les jardins & dans les bois, se servant de l’avantage que la nature lui présente, comme feift autrefois l’Architecte de la galerie Olympique, & des sept tours de Byzance » écrit en 1636, Marin Mersenne dans son traité Harmonie Universelle. Dès que l’on regarde de plus près les cas les plus célèbres, on ne peut s’empêcher de penser que la proportion des espaces et leur dimension particulière ne sont pas uniquement l’effet d’une seule volonté constructive et visuelle, mais bien qu’une attention et une préoccupation acoustiques auraient également guidé les constructeurs.[réf. nécessaire]
À la villa Simonetta de Milan, la proportion de la cour arrière est de 17 mètres sur 34, et l’on sait que pour produire un écho franc, il faut 17 ou un multiple de 17 mètres entre le point d’émission et la paroi réfléchissante. Cette villa a été longtemps visitée pour ses propriétés acoustiques remarquables ; malheureusement les bombardements de la seconde guerre mondiale l’ont grandement endommagée. L’écho ne se produit plus que deux fois seulement dans le sens du plus grand côté. Et pourtant : «d’une fenêtre percée à l’étage supérieur, dans l’aile gauche du château ; et donnant sur la cour, un coup de pistolet est répété 40 à 50 fois, le bruit de la voix est reproduit de 24 à 30 fois. Monge et Addison ont vérifié le fait, et Bernoulli a affirmé qu’il avait compté jusqu’à 60 répétitions. »
L’écho est un phénomène que l’on rencontre d’abord dans la nature et les lieux les contenant ont été déifiés ou entourés d’une aura particulière : on leur attribuait des influences fastes ou néfastes. La nymphe Écho, qui était une orade (nymphe des montagnes et des grottes) pour ses bavardages incessants et ses chants, fut condamnée par Héra à ne plus répéter que la dernière syllabe des mots que l’on prononcerait devant elle. Par la suite, et à cause de l’impossibilité de déclarer son amour pour Narcisse, elle alla cacher sa peine dans des cavernes solitaires. La douleur l’y consuma : ses os se changèrent en rocher, et il ne resta d’elle que sa voix. Les lieux contenant la voix de la nymphe sont célèbres et ont été, à l’époque romantique, présentés comme symboles de la voix de la nature. Tels sont par exemple les rochers de Lorelei à Bingen au bord du Rhin, la forêt de Woodstock près d’Oxford où l’écho se répète dix-sept fois, celui de Rosneath près de Glasgow, etc.
Si l’on considère qu’une architecture sacrée doit contenir certaines manifestations étonnantes, certaines règles représentatives des lois divines et de la cosmologie de l’époque, il est compréhensible que nos ancêtres aient voulu reproduire certains effets d’écho, à l’intérieur ou à l’extérieur d’édifices sacrés. Et ce n’est peut- être pas un hasard si, à l’âge baroque, deux jésuites donnèrent aux différents phénomènes d’écho une place non négligeable dans leurs livres décrivant les divers aspect du monde et les lois de l’univers. Josephus Blancanus y consacre dans son Livres de la Sphère (au terme Echométrie), 30 pages, comprenant foule de théorèmes additionnés de propositions et Athanasius Kircher, dans son Musurgia universalis, 71 pages au chapitre Magia Phonocamptica.
Les hommes du passé faisaient attention à la qualité des échos, à leur différents rendus, découlant de la forme des lieux, de l’air et de la nature des matériaux des parois réfléchissantes : tel écho ne renvoie que certaines notes bien particulières, tel autre semble tantôt s’approcher et tantôt s’éloigner, etc. Pour en revenir à des expressions architecturales, voulues ou non, le curieux écho que l’on peut observer dans les caves du Panthéon ajoute une singulière impression dans les couloirs donnant accès aux tombes des grands hommes : en effet, un coup sec frappé sur le pan d’un vêtement produit un bruit analogue à celui d’une détonation, et lorsqu’on laisse tomber une pièce de monnaie sur le sol, il s’ensuit un bruit fortement amplifié accompagné de multiples échos. Le bruit des pas s’amplifie également et s’accompagne d’autres bruits de pas qui semblent venir de différentes directions. Le même effet de Flutter echo peut être observé à l’Ekotemplet, pavillon elliptique situé dans le parc Haga de Stockholm.

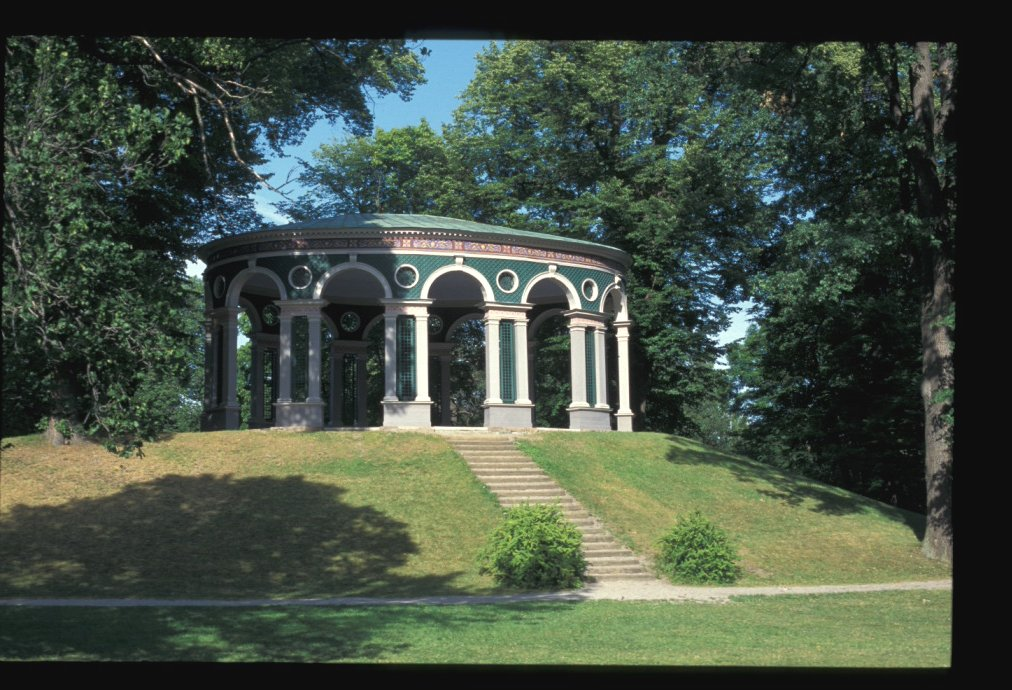
Ekotemplet, parc Haga, Stockholm

## L'effet Haas
L’effet Haas est la sensation d’un doublement de la puissance sonore lorsqu’on se trouve près d’un réflecteur. Le son direct s’additionne au son réfléchi et semble être deux fois plus fort. Cet effet que l’on rencontre en premier lieu dans la nature, avait été remarqué depuis fort longtemps. A.C. Raes a montré que le Christ a utilisé cet effet lorsqu’il s’adressait aux foules, en particulier lors de sa prédication au lac de Génésareth. Ses auditeurs se plaçaient sur le bord en pente du lac et lui se tenait sur une barque à distance. Le son direct plus celui reflété sur la surface de l’eau calme s’additionnaient et il y avait de ce fait amplification. Comme l’a démontré François Canac, cet effet a été maximal dans les théâtres grecs antiques et se trouve être à la base de la réussite de ces constructions. Les acteurs jouaient devant un mur réflecteur sur une scène longue et étroite. L’emploi judicieux de ce procédé, se retrouve vingt siècles plus tard, lorsque se généralise l’installation de chaires de vérité dans les églises. Ces chaires sont surmontées d’abat-voix qui réutilisent l’effet Haas. La voix directe du prêtre est donc amplifiée par les sons réfléchis sur ce petit plafond.

## Focalisation des sons
Pour les cas de focalisation de sons en dehors ou dans certains édifices, on peut citer deux exemples dont l’un est volontairement conçu. Dans un château de Philippe II, la loge royale cachée du public reçoit les sons émis à son côté grâce à la réflexion des ondes acoustiques sur une surface concave. L’autre exemple se situe dans le parc Bomarzo de la villa Orsini à Viterbe, où se trouve une grande gueule, comme un masque immense, dans lequel on peut entrer et s’asseoir autour d’une table. Lorsque l'on y parle, tout ce qui s’y dit peut être entendu à un point précis dans le parc, loin en dehors du lieu d’émission. À rapprocher de ces exemples, la forme demi-sphérique et le cul-de-four surmontant les absides des premières églises chrétiennes est aussi un réflecteur acoustique permettant au prêtre se tenant face à l’abside et donc dos aux fidèles, de se faire entendre distinctement par ces derniers. Dans certaines rues, les sons provenant des cloches des églises y sont plus distincts et mieux perçus qu’à d’autres endroits. Aujourd’hui encore, les amateurs de concerts de carillons, se rendent au Vlaaikensgang à Anvers ou au Clapgat à Malines afin de mieux entendre leur musique favorite, perpétuant ainsi une tradition vieille de plusieurs siècles.

## Long temps de réverbération
Le temps de réverbération relativement long, se retrouve dans toutes les églises et dans certains cas, est remarquablement prolongé. C’est ce qu’on observe dans le Baptistère de Pise : 12 secondes ! Lorsqu’on y chante plusieurs notes staccato, on les entend réunies en l’air en un accord pendant plusieurs secondes. Les églises cisterciennes sans grandes ouvertures, le sol libre de chaises et dans leur grande nudité sont particulièrement réverbérantes, à tel point que dans l’abbaye du Thoronet par exemple, toute conversation tenue dans la nef est tout simplement incompréhensible. C’est à dessein que l’espace central est dédié au chant et qu’une salle plus petite, la salle capitulaire, se trouvant à côté, servait aux sermons. Ce qui reste extraordinaire dans cette abbaye est la « réponse » entière de toute la nef, qui résonne au moindre bruit, au murmure même. Lorsqu’on y chante dans les fréquences basses et que la cage thoracique se met à résonner, l’église, aux mêmes fréquences, agit comme une caisse de résonance. Il y a à ce moment une unité entre le corps et l’espace peu commune ; le chant est porté et soutenu par l’acoustique grâce à la réverbération généreuse qui donne aux monodies une aura harmonique en transformant les intervalles mélodiques en intervalles harmoniques.

## Conduits acoustiques
Il existe encore d’autres particularités acoustiques liées à l’architecture et qu’on ne peut classer dans les divers cas cités plus haut : par exemple, à Frascati, dans la villa Parizi, on écoute face à une vasque tout ce qui se dit à l’étage inférieur. On ne peut douter de l’intention acoustique d’une telle disposition qui ne peut être le fruit du hasard ou une résultante de la géométrie propre au bâtiment. Déjà, deux des trois principaux théoriciens de l’architecture du quattrocento parlent des conduits acoustiques. Francesco di Giorgio Martini, dans son traité d’architecture publié en 1490, en explique le but ainsi que la façon de les réaliser : « Qu’il puisse se faire (on peut faire) un instrument par lequel le seigneur entend facilement tout ce qui se dit dans sa maison, “Lui absent” dit-on, et cette forme : On fait une concavité laquelle est comme une fenêtre murée de la grosseur du mur (une niche) et creusée tel un petit tube, et dans la partie supérieure on fait une concavité de la forme dessinée qui parvienne à un lieu d’où le seigneur en appuyant l’oreille entendra tout bien que l’on parle doucement, parce que les résidus du son et de la voix dans ce lieu anguleux se fortifient et d’une certaine façon les bribes dispersées s’unissent et se fortifient comme l’expérience le démontre». Léon Battista Alberti en parle également dans son traité De Re Aedificatori, publié en 1485 : « Il est opportun de se rappeler combien sont utiles aux tyrans les conduits acoustiques cachés dans l’épaisseur des murs, au moyen desquels on perçoit les discours soit des hôtes, soit des familiers de la maison. » Ensuite, en 1650, Athanasius Kircher, en explique la technique et la disposition dans son Musurgia Universalis. Ce système est en fait l’ancêtre des speaking tubes, tuyaux permettant de transmettre la parole et les informations à l’intérieur des grandes maisons et de certains hôtels du XIXème siècle. À condition que les tuyaux soient de petit diamètre et que les parois intérieures soient lisses, le son de la voix se propage étonnamment bien.

## Autres

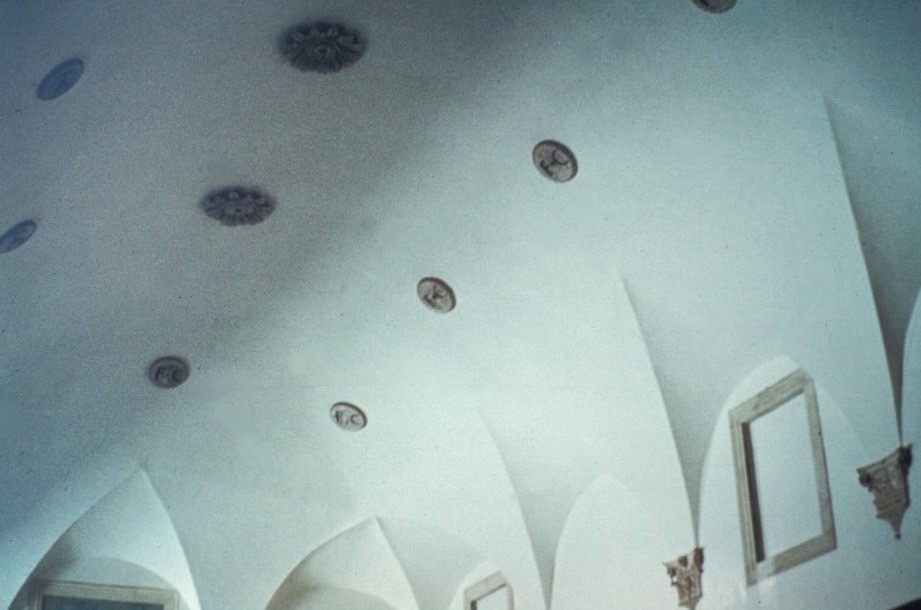
plafond palais ducal, Urbino

Enfin, un autre exemple qui retient l'attention, est celui que l’on rencontre dans la salle du trône du palais ducal d'Urbin. Au plafond de cette salle sont aménagés de petites ouvertures au centre de rosaces et de médaillons. Lorsqu’on se place sur l’extrados de ce plafond, on peut entendre (et espionner) tout ce qui se dit dans la salle même, en contrebas, et ceci par les ouvertures situées au milieu des rosaces.
Enfin, il est nécessaire de se rendre compte que dans la vaste période s’étendant depuis la fin de l’Empire romain jusqu’au début du xixe siècle, l’acoustique fut présente, non sous la forme d’une science, au moins sous la forme d’expression vivante aboutie.